# قطعنامه ۶۲۴ شورای امنیت
قطعنامه ۶۲۴ شورای امنیت سازمان ملل متحد که در تاریخ ۳۰ نوامبر ۱۹۸۸ تصویب شد، سندی بین‌المللی دربارهٔ اسرائیل-جمهوری عربی سوریه است. این قطعنامه طی نشست ۲۸۳۱ام با ۱۵ رای موافق، ۰ مخالف و ۰ ممتنع تصویب شد.